# Antonio Cabrera (Fußballspieler, I)
Antonio Cabrera war ein paraguayischer Fußballspieler. Der Abwehrspieler bestritt neun Länderspiele und nahm mit der Nationalmannschaft seines Heimatlandes an der Weltmeisterschaft 1950 in Brasilien teil. 1953 wurde er Südamerikameister.

## Karriere

### Verein
Antonio Cabrera spielte von 1946 bis 1953 bei Club Libertad und kehrte nach einer zweijährigen Station beim brasilianischen Verein Bangu AC wieder zu Libertad zurück. Dort beendete er 1957 seine Karriere.

### Nationalmannschaft
Cabrera gab im April 1949 beim Campeonato Sudamericano sein Debüt für die Nationalmannschaft Paraguays, das mit einem 3:1-Erfolg gegen Peru endete. Er bestritt ein Turnierspiel als Einwechselspieler und wurde Vizesüdamerikameister, nachdem Paraguay das Entscheidungsspiel gegen Brasilien verloren hatte. Anschließend wurde er in den Kader Paraguays für die Weltmeisterschaft 1950 berufen und kam in den beiden Spielen gegen Schweden und Italien nicht zum Einsatz. Beim Campeonato Sudamericano 1953 erreichte Paraguay erneut das Entscheidungsspiel gegen Brasilien, bezwang den Titelverteidiger diesmal mit 3:2 und wurde erstmals Südamerikameister. Cabrera bestritt die ersten drei Turnierspiele. Im März 1954 bestritt er bei der Qualifikation zur Weltmeisterschaft 1954 gegen Brasilien sein letztes Länderspiel.